# The Danish Girl
The Danish Girl is een Brits-Amerikaanse film uit 2015 onder regie van Tom Hooper, gebaseerd op het gelijknamige boek van David Ebershoff. Het boek is de gefictionaliseerde biografie van Lili Elbe, geboren als Einar Wegener (1882–1931), een Deense kunstschilderes en een van de eerste transseksuelen die een geslachtsaanpassende operatie ondergingen. De film ging in première op 5 september op het 72ste Filmfestival van Venetië.

## Verhaal
Het verhaal speelt zich af in de vroege jaren 1920 in Kopenhagen en is gebaseerd op waargebeurde feiten. Kunstschilderes Gerda Wegener (Alicia Vikander) vraagt haar man, Einar Wegener (Eddie Redmayne) om in te vallen als vrouwelijk model. Einar wordt zich ervan bewust dat hij eigenlijk een vrouw is en besluit verder als vrouw door het leven te gaan als Lili Elbe. Lili wordt de eerste bekende transgender in de geschiedenis die een geslachtsaanpassende operatie ondergaat. Aanvankelijk lijkt alles goed te gaan tussen Gerda en Lili, maar steeds meer komt Gerda tot het besef dat Lili niet de man is met wie ze destijds trouwde.

## Rolverdeling
| Acteur               | Personage               |
| -------------------- | ----------------------- |
| Alicia Vikander      | Gerda Wegener           |
| Eddie Redmayne       | Einar Wegener/Lili Elbe |
| Matthias Schoenaerts | Hans Axgil              |
| Ben Whishaw          | Henrik                  |
| Amber Heard          | Ulla                    |
| Sebastian Koch       | Warnekros               |
| Emerald Fennell      | Elsa                    |
| Adrian Schiller      | Rasmussen               |